# 空の帝国
『空の帝国』（からのていこく）は、喜多尚江の漫画作品。「花とゆめ」（白泉社）および「花とゆめプラネット増刊」（同じく白泉社）において1993年から1997年まで連載された。全40話（番外編、短編含む）。
西暦2500年以降のある国を舞台にした少女漫画。帝王のクローンとして作られた主人公とその仲間達の成長物語を描く。喜多尚江の代表作。

## あらすじ
西暦2500年代、初めて世界を統一した人間がいた。名はイデア。彼が支配した数年、世界は平和だった。しかし、突然のあっけない彼の死によって世界は混乱する。イデア復活を望む大臣達は、王宮科学者の英里にイデアの複製（クローン）を依頼するが、クローン技術が未熟なために英里はそれを断る。そんな時、彼は怪我をした少年を街で保護する。その少年はイデアにそっくりで、記憶を失っていた……。

## 登場人物
ローズ
主人公。イデアの複製（クローン）で、銃で撃たれた時のショックのためか、リリカと英里に保護された時点で記憶を失っていた。撃たれた時の額の傷跡がバラの花のように見えるため、リリカにローズと名づけられた。自分がイデアのクローンであることにコンプレックスを持ち、イデアと比較されると反発する。水色の髪と赤っぽい瞳が特徴。リリカに好意を抱いており、そこが唯一イデアと違うところだと信じていたが、イデアもリリカの事が好きだったと知り、ひどいショックを受けてリリカへの想いを断ち切ろうとする。しかしリリカを忘れることはできず、今度はリリカが自分のことを好きになるよう努力することを決めた。
見た目は16歳ぐらいだが、培養液でイデアと同じくらいの年齢に見えるようにしたため、実年齢は約1歳。そのせいか性格は子供っぽく感情をあらわにすることが多い。誕生日は2月29日。4年に一度しか誕生日がこないため、それを知った時は落ち込んでいたが、その後英里とリリカに誕生年を祝ってもらった。
未完成なため、イデアの能力をうまくコントロールできない。最初は小さいものを動かす程度だったが、イデアの遺産を手に入れてからは能力が強くなりすぎてコントロールに苦労していた。身長173cm、体重51kg、血液型はAB型。
リリカ
王都ジオリアに住む少女。16歳。見た目はとてもかわいいが、鞭を持つととんでもなく強いため、「猛獣使いのリリカ」と恐れられていた。黒い髪と黒い目（カラーでは目がエメラルドグリーンとなっていた）で、髪を赤いリボンでくるくるのカールのツインテールにしている。服はチャイナ服で、ミニスカートのことが多い。
イデアが死ぬまではイデアの支配の及ばない町・ディスオーダに住んでいたため、イデアのことは知らなかった。ジオリアに移り住んだのはイデアの死後、英里に出会ってからだった。イデアは一度変装してディスオーダに行って、その時にリリカと出会い好きになった。しかしリリカはそれがイデアだと気づかず、イデアが目覚めたときにようやく思い出した。誕生日は3月3日（ひな祭り）。身長158cm、体重45kg、血液型はO型。
英里
イデアの友人で、王宮科学者。18歳。かなり頭がよく、国宝級といわれる。以前右目に自分の右目をあげたために、右目は義眼となっている。オリジナルの左目は綺麗な紫色。小さい頃はASにいて、医学と言語学の博士号を取得、その後遺伝子工学の研究をしていたリッジウェイ博士の助手として大学の研究所へ移った。人と付き合うのが苦手で、絵理子達からは「生意気なガキ」と言われた。その研究所でイデアと出会い、博士の死後3年経ってから再会した。
リリカいわく、「気に入ってる人間には毒舌でガンガン言っちゃう。興味のない人間には毒にも薬にもならない適当なことしか言わない」らしい。リリカを引き取ったのは、イデアの想い人だったから。誕生日は11月10日。身長183cm、体重67kg、血液型はB型。
イデア
初めて世界を統一した帝王。16歳。生い立ちが不明で、弱みはない。オリジナルなだけあって、ローズよりはるかにすごい能力を持っている（浮遊・治癒・破壊・創造など）。死んだかと思われたが、髪がずっと伸び続けていることから、実は生きていることが判明。身長・体重・血液型はすべてローズと同じである。
イリヤ
イデアの秘書で、ローズの世話係。27歳。イデアのことを崇拝しており、狂信者の仲間にいたことも。真面目な性格で、ローズを「イデア」ではなく「ローズ」として見てくれる数少ない人間の一人。誕生日は12月31日（大晦日）。身長185cm、体重76kg、血液型はA型。
キッド
盗賊で、イデアをライバル視していた。22歳。身長は2mを越える大男で、当然力も強い。よくローズとじゃれている。空飛ぶ船に乗っている。誕生日は8月1日。体重90kg、血液型はB型。
アヤ子
キッドの恋人。24歳。常にお色気オーラを振りまいている。誕生日は7月27日。身長173cm、体重50kg、血液型はO型。
右目
英里の助手をしていたことがあり、クローンの研究をしていた。23歳。イデアの護衛をしていたサラと恋人になったが、サラはイデアを助けて死亡し、右目も両目を失明した。その後英里の右目を褒美としてもらったため、右目と呼ばれるようになった。イデアの望まなかった世界を作らせるため、イデムを作った。約一年後には目を英里に返し、自分の目はクローニングで元に戻した。本名は不明。誕生日は7月7日（七夕）。身長185cm、体重76.5kg、血液型はA型。
アイリーン
右目の助手で、髪を細い三つ編みで何本にも束ねている。右目のことが好きらしい。
イデム
右目によって作られたイデアの複製（クローン）。見た目はローズと同じく16歳だが、実際は1歳にもなっていない。右目が体に無茶な細工をしたため、イデアの力が大体使えるが、使いすぎると倒れてしまう。右目のために完全なイデアに近づこうとした。一度帝王の座につくが、右目を庇って銃弾を受け、死亡。後にイデアによって赤子として生き返る。誕生日は5月31日。身長・体重・血液型はローズやイデアと同じ。
ヒンメル
女のような言葉遣いに派手な服装という妙な出で立ちをした男。24歳。隣国エンデの王。イデムを気に入っており、ローズも手に入れようとする。多少バイセクシャルな面もあり。誕生日は6月6日。身長182cm、体重66kg、血液型はB型。
伯爵
城の湖の対岸に住む男。年齢は不明だが本作品に出ている人物の誰よりも年上。長い銀髪をリボンで束ねている。ローズいわく、「妙なペースの人」。本名は不明。誕生日は1月23日。身長184cm、体重70kg、血液型はO型。
キリー、キアラ
伯爵と一緒に住んでいる妖精。共に10歳。キリーはトンボの羽で、キアラが蝶々の羽。遺伝子操作で作られた。前の飼い主からひどい虐待を受けていたため、伯爵とイデア以外の人には不安を感じると殺すかもしれない。悪戯が大好き。誕生日は3月21日（春分の日）。身長145cm、体重0.5kg（飛ぶためかなり軽い）、血液型はAB型。（これらは全て2人共通）
ブラッディ
褐色の肌と銀色の手をもつアンドロイド。見た目は20歳だが、実際は4年。ブラッディは通称で本名ではない。装甲が頑丈で普通の小さな銃ではまったく効かない。一度自分の意志とは関係なく人を殺してしまったことがあるらしいが、詳細は不明。その時殺したのはおそらくロングヘアーの少女。誕生日は6月30日。身長185cm、体重150kg（機械のため当然重い）。
ダスト
英里の同級生で、英里の研究を無断で使用しローズを作った。ただ、技術はまだ英里に劣るため、英里が王宮に戻ってきたときには牢に入れられてしまった。
ミア
王宮に仕えるメイド。16歳。イデムに助けられたことがあり、それ以来イデムに好意を抱いている。誕生日は2月13日。身長160cm、体重48kg、血液型はO型。
ベリル
エメラルドの谷の住人。船から落ちて野宿していたローズを襲った14歳の少年。乱暴な性格で、父親のダリルを誇りに思っている。
ダリル
エメラルドの谷の住人。ベリルの父親。呑気な性格で、イデアの友人だった。トロッコで逃げたローズとベリルをブラッディ達に追わせないために岩盤を崩して下敷きに。その後奇跡的に助かった。エメラルドを飲み込んだ竜を探しに行ったが失敗した。ただし生きて帰ってこれただけでもすごいらしい。
ルービック・リッジウェイ
英里の心の師。絶滅した動物の遺伝子からクローンで増やす研究をしていた。大学の研究所の後継ぎのため英里を養子として引き取った。愛犬のアインシュタインはリッジウェイ以外の人物には決してなつかず、リッジウェイの死後は英里にしかなつかなくなった。老衰によって死去。享年90。誕生日は12月3日。身長154cm、体重70kg、血液型はO型。
絵理子
リッジウェイ博士の大学の研究所で働いている女性。ASから引き取った英里のお守りを任された。短気で乱暴な性格。研究所の中では一番年下。黒髪に黒目。
エリック
リッジウェイ博士の大学の研究所で働く男性。金髪碧眼。

## 用語
複製（クローン）
ある生物の遺伝子からコピーして作った、その生物と全く同じ遺伝子を持った生物。ただし技術が未熟なため人間の場合コピーして出来上がるのは赤子で、全く同じ人間にすることは不可能に近い。顔・声・DNAは同じでも育ちが違えば当然性格も違ってくる。
体の一部をクローニングして医療に使うことも可能である。
ESP
イデアやローズやイデムが持っている超能力のこと。感情に左右されやすいためにローズはESPシールドをつけている。能力はローズの場合破壊・浮遊（石や卵などの小さいものに限る）・動いている物体を一時的に止める（銃弾など）。イデムの場合破壊・浮遊（自身の体も可能）。イデアは破壊・浮遊（自身の体も可）・治癒・創造・未来予知・生物を生き返らせる・一定のものに対して時間を戻す（花をつぼみに戻すなど）などがある。
狂信者
イデアを崇拝し神と呼ぶ者達。王宮がイデアを複製したことに怒り、イデアの遺体を盗んだ上、複製であるローズを殺そうとした。イリヤもこの内の一人だった。イリヤ以外の者達はローズに倒され、後に毒を含んで自害。
ディスオーダ
かつてリリカが住んでいた無秩序の町。リリカいわく、「イデアが光ならあの地は闇の支配する土地」。気味の悪い生物が住みついている。
イデアの遺産
伯爵の住んでいる屋敷の地下室から繋がっている迷路に隠された遺産。その迷路の道をイデアが教えたのはキリー・キアラのみ。最後の扉は指紋照合で開くようになっているため、イデアかそのクローン以外の者が触ると高圧電流が流れるようになっている。イデアの遺産はイデアの力で、扉の中に置かれていた王冠は付属品だった。
AS
英里が昔いた政府の特殊な施設。エリート養成所のような所で、IQの高い子供を集めて最高の教育を受けさせ天才を造り出した。
エメラルドの谷
大昔は炭鉱の村だったが、石炭のかわりにエメラルドが産出されることがわかった。その後掘りつくしてしまったのだが、最後に出たエメラルドは世界でも類を見ないほどの大きなエメラルドだった。そのエメラルドは約十億C（クレジット（お金の単位））だろうと言われ、よくハンターが探しに来る。遺伝子操作の成れの果てが住みついており、その内の一匹の竜がエメラルドを飲み込んでしまった。そのエメラルドは最終的にローズが持ち帰り、エメラルドの谷に戻された。
死の谷
エメラルドの谷の西の方に続いている荒野。その荒野に生身の人間が1日以上放置されるとほぼ確実に死亡する。ローズは鳥に水を運んでもらったため助かった。

## 単行本
1995年、花とゆめコミックスで第1巻が発売、その後1997年までに7冊が発行されるが、現在は絶版である。

## 文庫版
2005年、絶版となった作品に各巻に1本の描きおろしを加え、3冊が発行された。

## 各話のタイトル
- 空の帝国（平成5年花とゆめ16号）
- 空の帝国II（平成6年花とゆめ3号）
- 空の帝国III 空賊キッド（平成6年花とゆめ10号）
- ONE DAY STORY vol.1 部屋（花とゆめコミックス「空の帝国」1巻描きおろし）
- ONE DAY STORY vol.2 つかのま（同上）
- 空の帝国IV 神の名前（平成6年花とゆめ15 - 16号）
- 空の帝国V 新帝イデム（平成6年花とゆめ18 - 24号）
- BIRTHDAY 誕生日（文庫版1巻描きおろし）
- 空の帝国VI ニセモノの恋（平成7年花とゆめ7 - 13号）
- 空の帝国番外編僕たちの時間（平成7年花とゆめ15～17号）
- 空の帝国VII 目覚めの鳥（平成7年花とゆめ22 - 24、平成8年1、3 - 8号）
- HANDMADE 手作り（文庫版2巻描きおろし）
- 空の帝国VIII 鏡のヒビ（平成8年花とゆめプラネット増刊10月15日号）
- 空の帝国IX らせんの花（平成9年花とゆめプラネット増刊1月5日号）
- DAY AFTER DAY（花とゆめコミックス「空の帝国」3巻描きおろし）
- HOLIDAY 休日（文庫版3巻描きおろし）